# Svatomikulášská městská zvonice
Svatomikulášská městská zvonice je pozdně barokní zvonice (věž) těsně přiléhající ke kostelu svatého Mikuláše na Malé Straně v Praze. Byla vybudována spolu s kostelem Kiliánem Ignácem Dientzenhoferem a po roce 1751 dokončena A. Luragem. Věž však není součástí kostela a od počátku patřila městu, které ji původně využívalo jako požární hlásku a vlastnictví označilo znakem Malé Strany nad vchodem do věže.
Štíhlá věž a široká kupole kostela vytvářejí dynamický kontrast a tvoří jednu z nejvýraznějších dominant Malé Strany, která se rozmanitě uplatňuje v různých úhlech panoramatu.

## Historie

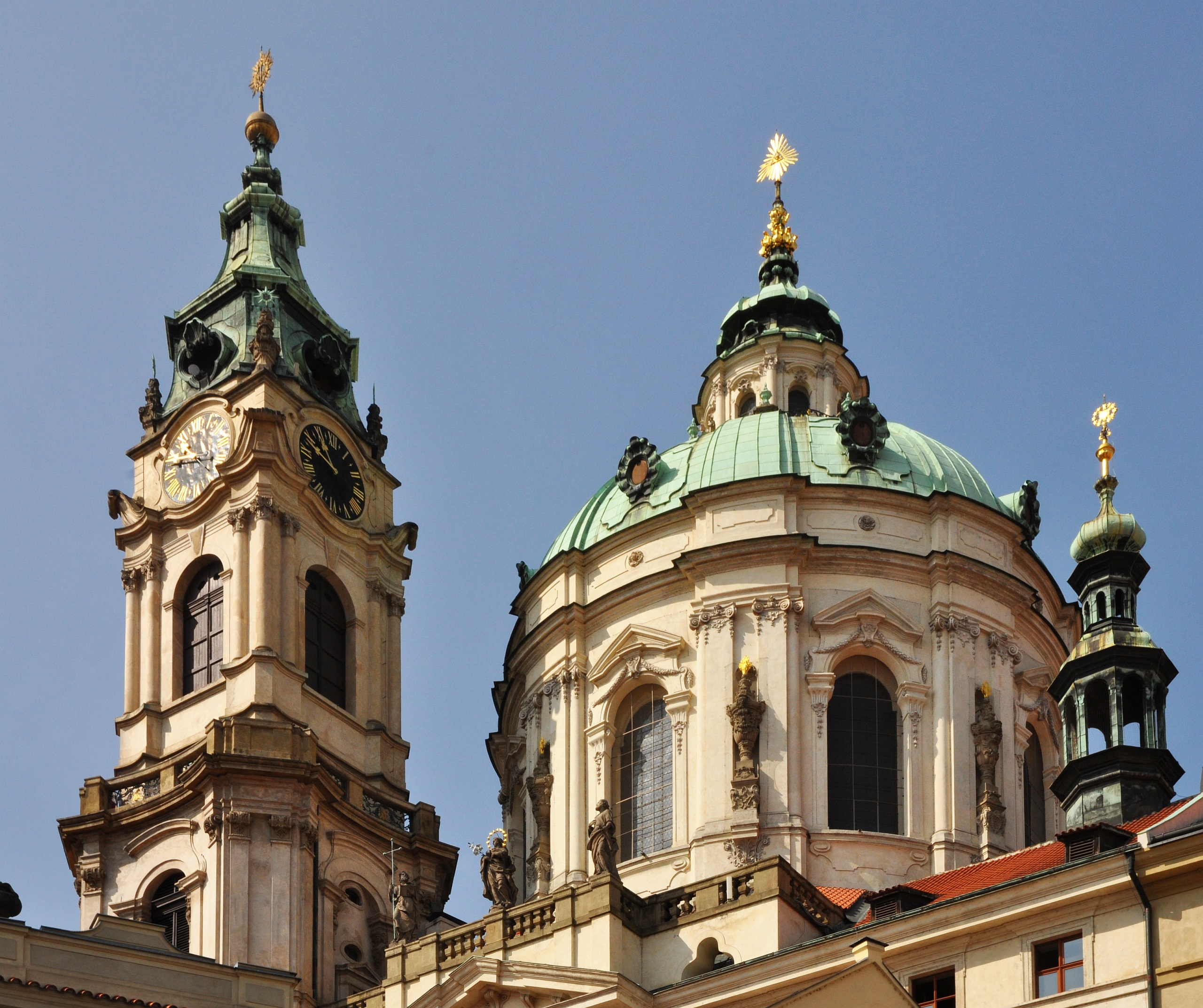
Svatomikulášská městská zvonice a kupole kostela sv. Mikuláše na Malé Straně v Praze

Mohutná stavba chrámu sv. Mikuláše s přilehlou budovou jezuitského profesního domu dnes rozděluje Malostranské náměstí na horní a dolní část. Koncem 13. století však uprostřed náměstí  stával menší gotický kostelík sv. Mikuláše s farou a hřbitovem. Za husitských bouří lehl popelem stejně jako celá Malá Strana. Ještě husité však kostel obnovili a na čas se stal protestantským. V roce 1623 byl kostel sv. Mikuláše svěřen jezuitům. Tovaryšstvo Ježíšovo bylo ve své době nejmocnějším katolickým řádem. Jejich úkolem byla misijní a vzdělávací činnost. Mezi členy řádu nalezneme mnohé vynikající osobnosti, které stály u základů moderních přírodních a humanitních věd. Jezuité přišli do Prahy již roku 1556 a v souladu se svým posláním založili na Starém Městě pražském Klementinum, své hlavní sídlo, vzdělávací centrum a později i univerzitní kolej. Po bitvě na Bílé hoře jezuité zaujali přední místo v procesu rekatolizace českých zemí a ve své činnosti byli velkoryse podporováni šlechtou i panovníkem. Po převzetí malostranského kostela sv. Mikuláše v roce 1623 jezuité začali pracovat na výstavbě svého profesního domu a nového chrámu. Gotický kostel jezuité strhli a nahradili ho provizorní stavbou. Slavnostního položení základního kamene nového chrámu se v roce 1673 zúčastnil sám císař Leopold I. Po vybudování základů se však začalo stavět až roku 1704. Nedostatek financí, morová epidemie a války způsobily, že se stavba protáhla až do roku 1752. Stavbu chrámu jezuité svěřili Kryštofu Dientzenhoferovi, který na ní pracoval až do své smrti roku 1722. Po něm ve stavbě pokračoval jeho syn Kilián Ignác Dientzenhofer.
Štíhlá zvonice byla již od počátku zamýšlena jako hlásná věž neboli hláska, protože o původní obecní zvonici malostranští přišli kvůli jezuitské stavbě. Věž byla stavebně dokončena v roce 1752. Její jednotlivá patra směrem k vrcholu ustupují a věž se zužuje, což vyvolává dojem, že sousední kupoli převyšuje. Zvonice i kupole však dosahují shodné výšky devětasedmdesáti metrů. V historii zvonice hrál důležitou roli spor malostranské obce s jezuity. O původní hlásku malostranští přišli kvůli výstavbě profesního domu a chrámová zvonice tak měla připadnout městu jako náhrada. Navíc se zjistilo, že věž z poloviny stojí na obecním pozemku. Došlo k procesu u zemského soudu, který věž přiřkl obci. Zvonice se tak stala hlásnou věží důležitou pro každodenní život Malé Strany. Jako hláska začala být využívána roku 1755. Byla osazena bicími hodinami a na znamení obecního vlastnictví byl nad vchodem umístěn malostranský znak.

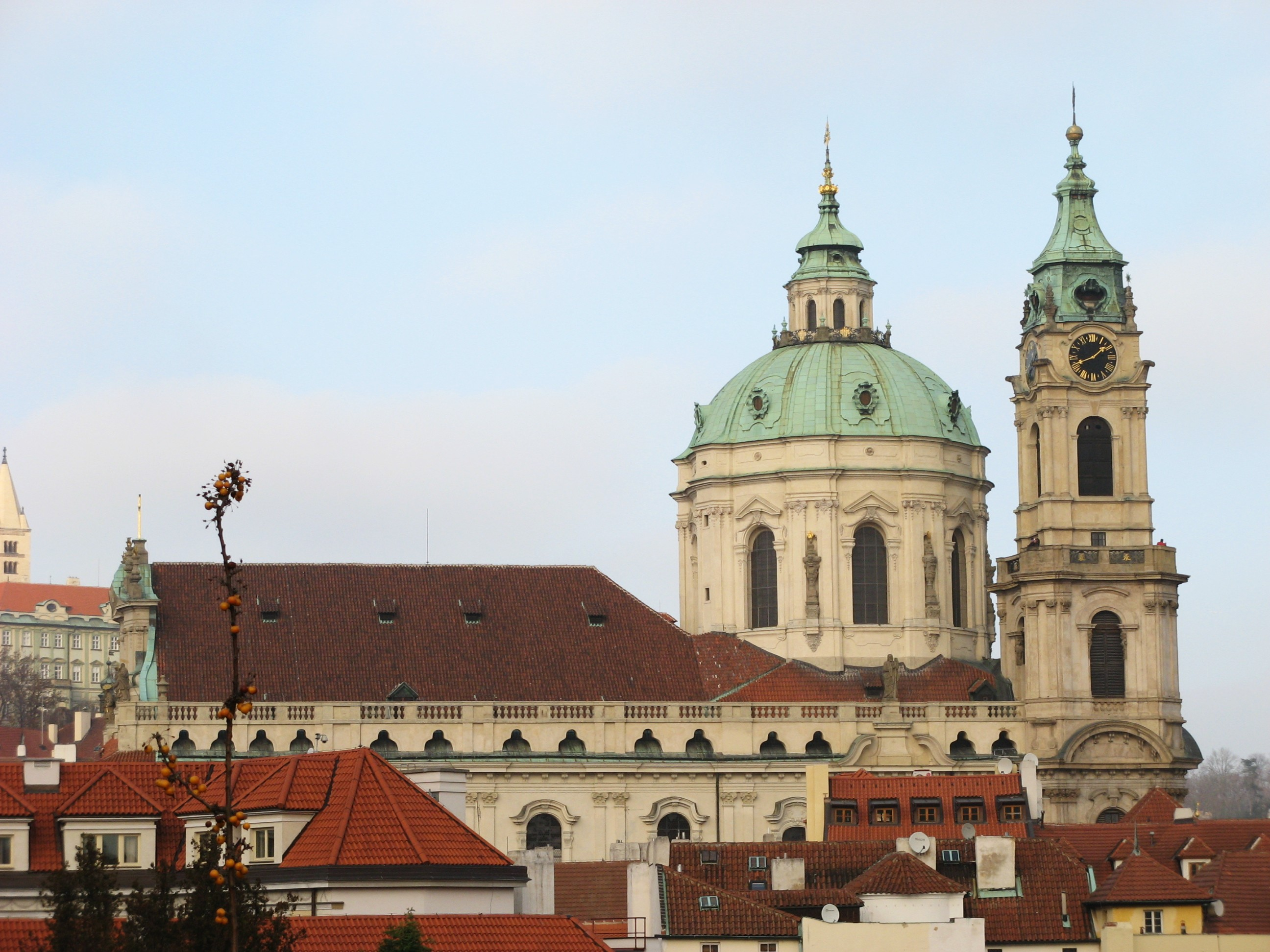
Kostel sv. Mikuláše a městská zvonice

Úkolem hlásného, který bydlel ve věži a od obce dostával plat, bylo ohlašovat nebezpečí požáru, povodně či útok nepřátelského vojska. Ve směru blížící se pohromy hlásný vyvěšoval červený prapor a v noci lucernu. K tomu se zvonilo na věžní zvony. Až do roku 1872 viselo na věži pět zvonů, z nichž nejstarší pocházel z 15. století. Čtyři zvony však byly puklé, proto je malostranská obec dala přetavit na tři nové zvony. Ty byly za první i druhé světové války zrekvírovány pro potřeby zbrojního průmyslu. Nejvzácnější zvon setrval ve velmi dobrém stavu celé věky a visí ve věži dodnes. Byl ulit v roce 1576 pražským zvonařem a kovolijcem Brikcím z Cimperka a nese jméno Mikuláš. Zdá se, že ochrannou ruku nad ním držel sám svatý patron kostela, protože zvon přečkal i velký požár, který zachvátil podkrovní část zvonice v roce 1925. K rozšíření ohně došlo nedbalostí dělníků, kteří věž opravovali. Tehdy se zcela roztavil barokní hodinový stroj, takže později musel být nahrazen strojem elektrickým.
Jako hláska sloužila svatomikulášská městská věž do roku 1891. Službu hlásného potom nahradil požární telegraf. Protože k povinnostem hlásného patřilo i každodenní natahování, mazání a čištění hodinového stroje, hlásný ve věži zůstal jako údržbář hodin. Později věž využíval malíř Jan Vochoč, přítel Alfonse Muchy, který odsud maloval Hradčany a malostranské střechy až do své smrti roku 1920. Po roce 1925 byly prostory věže využívány jako nájemní obecní byt. Ještě koncem 50. let 20. století zde bydleli manželé, kteří měli k dispozici elektřinu, vodovod i telefon. Jejich byt ve věži byl etážový, nejníž byla kuchyň, následoval pokoj s oknem a ložnice. Sto dvanáct schodů do svého příbytku zdolávali několikrát denně kvůli venčení milovaného psa. Nakonec byli vystěhováni “ve státním zájmu”, když se svatomikulášská zvonice stala základnou pro operace komunistické Státní bezpečnosti.
Od počátku 60. let až do pádu komunismu roku 1989 na samém vrcholu věže fungovala pozorovatelna Státní bezpečnosti pod krycím názvem Kajka. Možná se při jejím zřizování příslušníci StB nechali inspirovat vojáky Wehrmachtu, kteří ze stejného místa v květnu 1945 kontrolovali barikády v Karmelitské ulici. Každopádně od roku 1964 až do roku 1990 odsud příslušníci monitorovali pohyb u velvyslanectví západních zemí, zvláště USA, Spolkové republiky Německo a Velké Británie. Měli k dispozici stůl, vysílačku, rádio a od 80. let i průmyslovou televizi. Z věže podávali hlášení sledovačům před ambasádami. Pozorovatelnu lze zhlédnout v rámci prohlídkové trasy.
Ve Svatomikulášské zvonici je dnes umístěna expozice navozující atmosféru obydlí hlásného z 18. a 19. století. Unikátem je dochovaná černá kuchyně. Na stylizovaný byt navazuje hlásovna, kde hlásný vykonával svou funkci. Zvonové patro ukrývá cenný zvon Mikuláš. Vyhlídkový ochoz věže se nachází ve výšce pětašedesáti metrů a vede na něj 215 schodů. Od roku 2021 je Svatomikulášská zvonice ve správě Prague City Tourism.